# Sob Pressão (2.ª temporada)
A segunda temporada da série de televisão brasileira Sob Pressão foi exibida de 9 de outubro a 18 de dezembro de 2018 pela TV Globo, que co-produziu a trama em parceria com a Conspiração Filmes.
Criada por Luiz Noronha, Claudio Torres, Renato Fagundes e Jorge Furtado, é escrita por Lucas Paraizo com a colaboração de  Marcio Alemão e André Sirângelo e supervisão de texto de Jorge Furtado, direção de Mini Kerti e direção artística de Andrucha Waddington.
Protagonizada por Júlio Andrade e Marjorie Estiano, o elenco conta com as participações estrelares de Fernanda Torres, Bruno Garcia, Pablo Sanábio, Humberto Carrão, Tatsu Carvalho e Julia Shimura, que já havia dado vida à enfermeira Keiko no longa-metragem homônimo que antecedeu a série, voltou a interpretar a personagem na televisão.
Como já havia ocorrido durante a exibição da primeira temporada, os episódios foram liberados na plataforma de streaming Globoplay uma semana antes de irem ao ar. Por esta temporada, a atriz Marjorie Estiano recebeu uma indicação ao Prémio Emmy Internacional de melhor atriz.

## Sinopse
Além da rotina mega agitada na emergência de um hospital público, Evandro foi sequestrado por bandidos e acabou sendo salvo por Carolina. A médica surpreende o rapaz com um pedido de casamento. É a partir da chegada da nova diretora, Renata (Fernanda Torres) – que chega ao hospital para ocupar o cargo de diretora no lugar de Samuel (Stepan Nercessian) – que a corrupção se enraíza de vez. Acostumada com o setor privado, Renata se depara com uma realidade diferente da qual está habituada e, a partir de tantas melhorias prometidas, ela cria esquemas em benefício próprio que podem ser fatais.

## Elenco

### Principal
- Júlio Andrade como Dr. Evandro Moreira, cirurgião torácico
- Marjorie Estiano como Drª. Carolina Alencar, cirurgiã vascular
- Stepan Nercessian como Dr. Samuel Oliveira Filho, antigo diretor do hospital
- Fernanda Torres como Drª. Renata Gomes, nova diretora do hospital
- Bruno Garcia como Dr. Décio Guedes, clínico geral
- Pablo Sanábio como Dr. Charles Garcia, residente
- Humberto Carrão como Dr. Henrique Figueira, cirurgião ortopedista
- Heloísa Jorge como Jaqueline Vaz, enfermeira
- Orã Figueiredo como Dr. Amir Salgado, anestesista
- Tatsu Carvalho como Dr. Rafael Albertini, neurocirurgião
- Josie Antello como Rosa, recepcionista do hospital
- Julia Shimura como Keiko Yamada, enfermeira
- Alexandre David como Cabo Adalberto Santos, vigilante do hospital

### Recorrente
- Luciano Vidigal como Barão (7 episódios)
- Marcelo Serrado como Roberto Arruda (5 episódios)
- Ely Miranda como Socorrista do SAMU (4 episódios)
- Cridemar Aquino como Paulo, socorrista do hospital (3 episódios)
- Roberta Santiago como Geise (3 episódios)
- Thelmo Fernandes como Capitão Botelho (3 episódios)
- Ângela Rabelo como Dona Dercília (3 episódios)
- Analu Prestes como Valéria Guedes (2 episódios)

### Participações especiais
Episódio 1
- Daniel Bouzas como Miltinho
- Jorge Lucas como Nelson
- Raquel Rocha como Jade
- Roberto Frota como Arruda
- Roney Villela como Clemente
- Sandro Barros como Traficante

Episódio 2
- Priscila Steinman como Luiza
- Xando Graça como Virgílio
- Daniel Carneiro como Danilo
- Antônio Gonzalez como Oswaldo
- Anna Cotrim como Iara
- Eduardo Speroni como Edu
- Guga Sabatiê como Niko

Episódio 3
- Gabriel Stauffer como Gustavo
- Carlos Vereza como Coronel Botelho
- Pedro Farah como Valdir
- Bernardo Marinho como Marido de Geise
- Isabela Villaça como Júlia

Episódio 4
- Elton Pinheiro como Joel
- Gabrielle Joie como Jamile / Anderson dos Santos
- Inês Peixoto como Cilene dos Santos
- Chico Pelúcio como Alexandre dos Santos
- Luís Melo como José Luis
- Carol Barletta como Andréa
- Chico Melo como Agressor do José Luis

Episódio 5
- Danilo Maia como Diego
- Fabiano Persi como Assaltante do ônibus
- Nica Bonfim como Dona Mirtes
- Herval Dutra como Seu Ademir
- Rodrigo dos Santos como Sargento Marcos

Episódio 6
- Antonio Pitanga como Fernão Dutra
- Léa Garcia como Dona Leda
- Luiz Bertazzo como Pai do Jonathan
- Cauã Antunes como Jonathan
- Leonardo Franco como Sérgio Menezes

Episódio 7
- Roberta Gualda como Vanessa[6]
- Pedro Wagner como Hamilton[6]
- Cabelo como Elton[6]
- Isio Ghelman como Pedro[6]
- Giulia Gatti como Kelly[6]
- Lorenzo Lourenço como Éverton[6]
- Bruno Mello como Dr. Murilo[6]

Episódio 8
- Dani Ornellas como Daisy[7]
- Julio Freire como Gelson[7]
- Karen Julia como Leila[7]
- Pedro Gracindo como Mariano[7]
- Camille Di Paula como Maria Inês[7]
- Cintia Rosa como Marta[7]
- Selma Lopes como Dona Teresinha[7]
- Rodrigo dos Santos como Sargento Marcos[7]
- Júlio Levy como Braga[7]
- Marlon Queiroz como Ednaldo[7]
- Alexia Garcia como Mãe de Ednaldo[7]

Episódio 9
- Elisa Pinheiro como Mara[8]
- Thales Coutinho como Nevaldo[8]
- Isaac Pires como Ian[8]
- Hugo Germando como Evanildo[8]
- Suzana Faini como Leticia Rinaldi[8]
- Regina Sampaio como Celina Rinaldi[8]

Episódio 10
- Dani Barros como Janete[9]
- Kadu Garcia como Robson[9]
- Betina Druck como Laís[9]
- Carolina Pismel como Mãe de Laís[9]
- Nina Morena como Ana[9]
- Zezeh Barbosa como Ivone[9]
- Sabrina Rosa como Namorada de Barão[9]
- Cristiana Brasil como Doutora da Alegria[9]

Episódio 11
- Jackson Antunes como Giovânio Gonçalves (Tigre de Cascadura)[10]
- Xande Valois como Éder Gonçalves[10]
- Vitor Thiré como Fred[10]
- Alice Borges como Mãe de Fred[10]
- Guilherme Gonzalez como Leandro[10]
- Nina Morena como Ana[10]
- Dani Barbosa como Maria Aparecida[10]
- Helena Varvaki como Sonia[10]
- Bruno Padilha como Dr. Álvaro[10]
- Georgina Castro como Mãe de Robson e Rodinei[10]
- Caio Chambarelli como Robson[10]
- Kenay Muzzillo como Rodinei[10]
- Leonardo Franco como Sérgio Menezes[10]
- Paulo Ascenção como Augusto[10]
- Alexandre Mofati como Delegado[10]
- Samuel Dino como Amigo de Giovânio[10]

## Episódios
| N.º na série | N.º na temp. | Título        | Dirigido por                     | Escrito por                   | Exibição original      | Audiência |
| --- | ------------ | ------------- | -------------------------------- | ----------------------------- | ---------------------- | --------- |
| 10 | 1            | "Episódio 1"  | Andrucha Waddington              | Lucas Paraizo                 | 9 de outubro de 2018   | 22,5      |
| Um tiroteio aumenta ainda mais a pressão do plantão. Evandro é sequestrado e obrigado a atender um bandido baleado no confronto. Mensagem final: Depressão pós-parto pode atingir qualquer mulher. Procure um profissional de saúde.                                                                                |              |               |                                  |                               |                        |           |
| 11 | 2            | "Episódio 2"  | Andrucha Waddington              | Márcio Alemão                 | 16 de outubro de 2018  | 23,3      |
| Carolina e Evandro se casam, mas adiam viagem por conta de um paciente. Henrique, um novo ortopedista, chega ao hospital. Décio procura a mãe de um bebê abandonado. Mensagem final: A obesidade é uma doença. Fique atento aos sintomas e fale com um profissional de saúde.                                       |              |               |                                  |                               |                        |           |
| 12 | 3            | "Episódio 3"  | Mini Kerti                       | André Sirangelo               | 23 de outubro de 2018  | 20,1      |
| Uma nova emergência adia os planos românticos de Carolina e Evandro. Enquanto isso, Décio pensa em adotar o bebê abandonado e um policial baleado dá entrada no hospital. Mensagem final: Dependência química tem tratamento. Procure a ajuda dos Narcóticos Anônimos.                                              |              |               |                                  |                               |                        |           |
| 13 | 4            | "Episódio 4"  | Andrucha Waddington              | Antonio Prata                 | 30 de outubro de 2018  | 23,4      |
| O pai de Carolina dá entrada na emergência e é atendido por Evandro. A secretaria de saúde sugere Renata como nova gestora do hospital. Décio ajuda um paciente transgênero. Mensagem final: A transfobia atinge toda a sociedade. Dique 100 e denuncie.                                                            |              |               |                                  |                               |                        |           |
| 14 | 5            | "Episódio 5"  | Andrucha Waddington              | André Sirangelo               | 6 de novembro de 2018  | 22,4      |
| Carolina sofre um acidente de ônibus e Evandro vai para o local e deixa de atender uma paciente que morre. No hospital, Renata, a nova diretora, faz mudanças. Mensagem final: Tuberculose não é coisa do passado. Fique atento aos sintomas e tire dúvidas com um profissional de saúde.                           |              |               |                                  |                               |                        |           |
| 15 | 6            | "Episódio 6"  | Mini Kerti                       | Márcio Alemão                 | 13 de novembro de 2018 | 20,7      |
| Carolina erra no diagnóstico de uma criança e reacende seu comportamento nocivo. Evandro, que está fora do hospital, auxilia Charles numa cirurgia por videoconferência. Mensagem final: Uma pessoa que machuca a si mesma precisa de ajuda. Não julgue, acolha.                                                    |              |               |                                  |                               |                        |           |
| 16 | 7            | "Episódio 7"  | Mini Kerti                       | Antonio Prata                 | 20 de novembro de 2018 | 19,5      |
| Os pais de uma criança recusam tratamento por motivos religiosos e Evandro luta para salvá-la. Renata tenta corromper Henrique. Mensagem final: Doe sangue e ajude a salvar vidas. Procure o hemocentro mais próximo.                                                                                               |              |               |                                  |                               |                        |           |
| 17 | 8            | "Episódio 8"  | Andrucha Waddington              | Lucas Paraizo                 | 27 de novembro de 2018 | 20,9      |
| Um prédio desaba nas redondezas do hospital e lota os corredores da emergência. Ao longo do plantão, Carolina decide jogar fora medicamentos de Evandro. Mensagem final: Gravidez na adolescência: informe-se para prevenir. Procure o Serviço de Planejamento Familiar no posto de saúde mais próximo.             |              |               |                                  |                               |                        |           |
| 18 | 9            | "Episódio 9"  | Andrucha Waddington              | Antonio Prata                 | 4 de dezembro de 2018  | 20,6      |
| Mulher e filho feridos por um rojão e um jovem com uma facada dão entrada na emergência. Após discutir com Renata, Samuel passa mal e Carolina tenta socorrer o médico. Mensagem final: Alimentação saudável, atividade física e controle do peso previnem o diabetes. Na dúvida, procure um profissional de saúde. |              |               |                                  |                               |                        |           |
| 19 | 10           | "Episódio 10" | Mini Kerti                       | André Sirangelo               | 11 de dezembro de 2018 | 20,7      |
| Carolina desconfia que Renata interferiu no atendimento a Samuel. Enquanto isso, os médicos atendem um integrante do grupo Doutores da Alegria. Mensagem final: Você não está sozinho. Ligue 141: Serviço de Prevenção do Suicídio.                                                                                 |              |               |                                  |                               |                        |           |
| 20 | 11           | "Episódio 11" | Andrucha Waddington e Mini Kerti | Márcio Alemão e Antonio Prata | 18 de dezembro de 2018 | 20,6      |
| Henrique revela o esquema de corrupção de Renata para Carolina e Evandro, que denunciam a diretora para a PF. Evandro é preso e Carolina busca provas para libertar o marido. Mensagem final: Dependência química tem tratamento. Procure a ajuda dos Narcóticos Anônimos.                                          |              |               |                                  |                               |                        |           |

## Prêmios e indicações
| Ano  | Prêmio                                                     | Categoria                     | Indicado                                                        | Resultado | Ref.          |
| ---- | ---------------------------------------------------------- | ----------------------------- | --------------------------------------------------------------- | --------- | ------------- |
| 2018 | Festival Internacional de Programas Audiovisuais da França | Melhor Série                  | Melhor Série                                                    | Venceu    | [ 23 ]        |
| 2018 | Festival Internacional de Programas Audiovisuais da França | Melhor Roteiro                | Jorge Furtado, Lucas Paraizo, Antonio Prata e Marcio Alemão     | Venceu    | [ 23 ]        |
| 2018 | Festival Internacional de Programas Audiovisuais da França | Melhor Ator de Série          | Júlio Andrade                                                   | Venceu    | [ 23 ]        |
| 2018 | Festival Internacional de Programas Audiovisuais da França | Melhor Atriz de Série         | Marjorie Estiano                                                | Venceu    | [ 23 ]        |
| 2018 | Prêmio Extra de Televisão                                  | Melhor Série                  | Melhor Série                                                    | Venceu    | [ 24 ]        |
| 2018 | Prêmio Extra de Televisão                                  | Melhor Ator                   | Júlio Andrade                                                   | Indicado  | [ 24 ]        |
| 2018 | Prêmio Extra de Televisão                                  | Melhor Atriz                  | Marjorie Estiano                                                | Indicada  | [ 24 ]        |
| 2018 | Prêmio ABRA de Roteiro                                     | Série de TV – Ficção/Drama    | Série de TV – Ficção/Drama                                      | Venceu    | [ 25 ] [ 26 ] |
| 2018 | Prêmio ABRA de Roteiro                                     | Roteirista do Ano             | Lucas Paraizo (também por Divinas Divas e Gabriel e a Montanha) | Venceu    | [ 25 ] [ 26 ] |
| 2018 | Prêmio ABRA de Roteiro                                     | Roteirista do Ano             | Jorge Furtado (também por Quem é Primavera das Neves)           | Indicado  | [ 25 ] [ 26 ] |
| 2018 | Troféu APCA                                                | Dramaturgia                   | Dramaturgia                                                     | Indicado  | [ 27 ] [ 28 ] |
| 2018 | Troféu APCA                                                | Melhor Ator                   | Júlio Andrade (também por 1 Contra Todos)                       | Indicado  | [ 27 ] [ 28 ] |
| 2018 | Troféu APCA                                                | Melhor Atriz                  | Marjorie Estiano                                                | Venceu    | [ 27 ] [ 28 ] |
| 2018 | Prêmio Estúdios Globo                                      | Melhor Produto de Dramaturgia | Melhor Produto de Dramaturgia                                   | Venceu    | [ 29 ]        |
| 2019 | Prémio Emmy Internacional                                  | Melhor Atriz                  | Marjorie Estiano                                                | Indicada  | [ 5 ]         |